# Pinus engelmannii
Pinus engelmannii là một loài thực vật hạt trần trong họ Thông. Loài này được Carrière miêu tả khoa học đầu tiên năm 1854.